# Esznunna

Mapa Babilonii w czasach Hammurabiego (1 poł. XVIII w. p.n.e.) z zaznaczonym położeniem miasta Esznunna

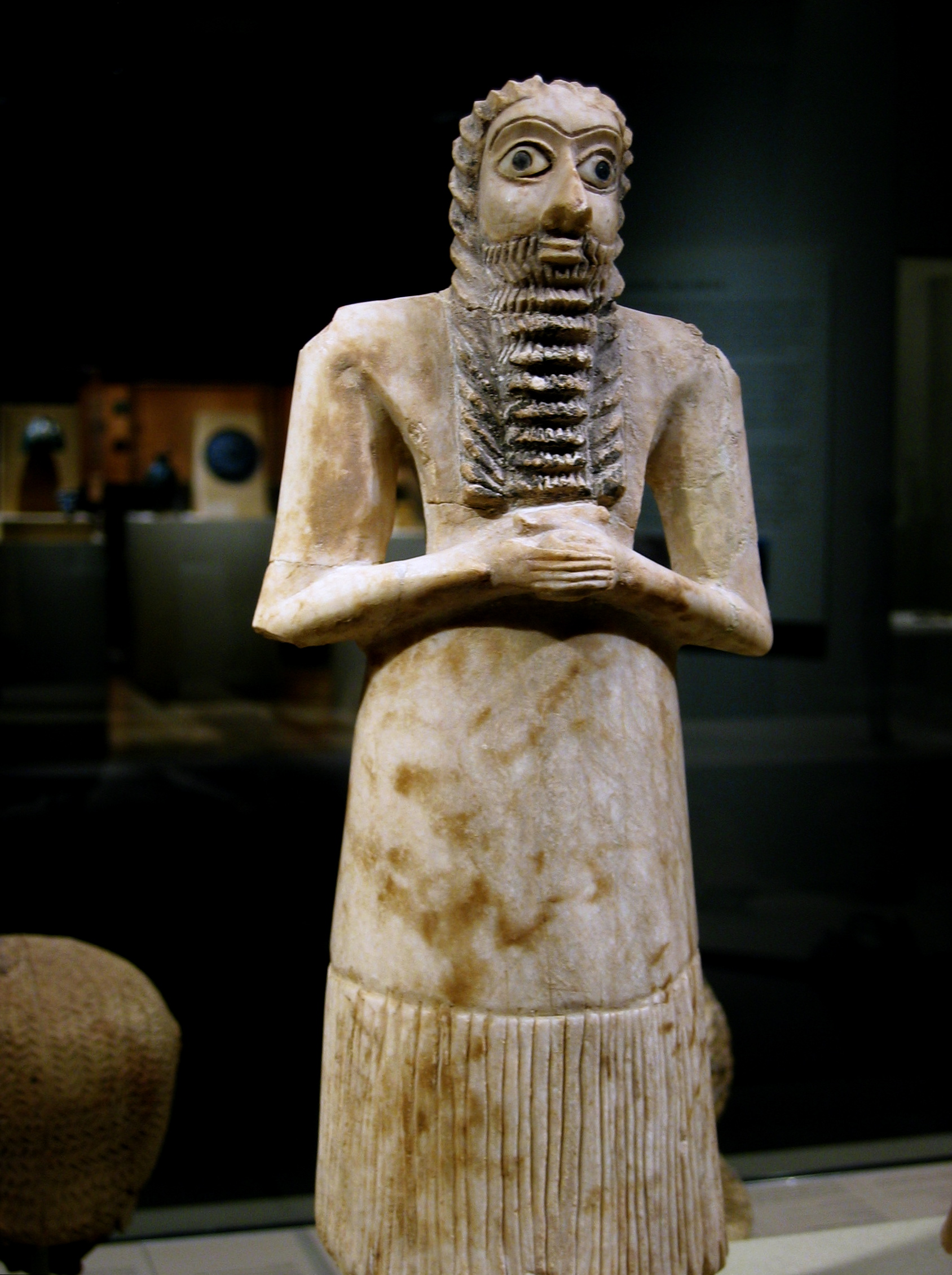
Jedna z figurek wotywnych znalezionych w Esznunnie

Esznunna – starożytne miasto-państwo w Mezopotamii; obecnie stanowisko archeologiczne Tall Asmar w Iraku, niedaleko Bagdadu, nad rzeką Dijalą.

## Historia
Od końca III tys. p.n.e. Esznunna stanowiła największe miasto i zarazem stolicę całego regionu (zwanego wówczas Warum). W XXI w. p.n.e. wchodziła w skład imperium III dynastii z Ur. Wraz z jego upadkiem odzyskała niezależność - w 2027 r. p.n.e. (chronologia średnia) niejaki Szu-ilija objął tu tron i przyjął tytuł „króla potężnego, króla kraju Warum, sługi boga Tiszpaka”. Do pozycji hegemona doszła Esznunna ok. roku 1860 p.n.e., za sprawą założyciela nowej amoryckiej dynastii – Ibal-pi-Ela I, któremu przejściowo udało się stworzyć rozległe państwo, obejmujące dużą część północnej i środkowej Mezopotamii. W latach panowania Hammurabiego (1792-1750 r. p.n.e.) była jednym z głównych ośrodków rywalizujących z Babilonem o władzę nad Mezopotamią. Zwycięsko wyszedł z tej walki Hammurabi, któremu udało się pokonać armię Esznunny i w 38 roku swego panowania (1757 r. p.n.e.) zdobyć i zburzyć to miasto.

## Prace wykopaliskowe
W czasie wykopalisk amerykańskiej ekspedycji w latach 1930–1936 odkryto w ruinach świątyni figurki wotywne. W Esznunnie zlokalizowano ruiny pałacu namiestnika z III dynastii z Ur, ruiny innych świątyń, domy mieszkalne.

## Bardziej znani władcy
- Szu-ilija (koniec XXI w. p.n.e.)
- Bilalama (1 połowa XX w. p.n.e.)
- Ibal-pi-El I (połowa XIX w. p.n.e.)
- Naram-Sin (2 połowa XIX w. p.n.e.)
- Ibal-pi-El II (1 połowa XVIII w. p.n.e.)